# Jean Onana
Jean Onana (Yaoundé, 8 januari 2000) is een Kameroens voetballer die doorgaans speelt als middenvelder.

## Clubcarrière
Onana genoot zijn jeugdopleiding in de academie van voetballer Blaise Nkufo. In januari 2019 werd hij uitgeleend aan de Portugese tweedeklasser Leixões SC. Onana kwam vooral uit voor de jeugdafdeling van de club, maar mocht op 3 maart 2019 ook voor het eerste elftal spelen in de competitiewedstrijd tegen Académico de Viseu FC.
In januari 2020 maakte Onana de overstap naar Lille OSC, dat twee miljoen euro voor hem neertelde. Op 16 februari 2020 debuteerde hij in het eerste elftal van de club: in de competitiewedstrijd tegen Olympique Marseille kreeg hij een basisplaats van trainer Christophe Galtier. In zijn eerste halve seizoen kon hij, mede door de coronapandemie, slechts een wedstrijd spelen voor het B-elftal van Lille in de Championnat National 2.
In juli 2020 werd Onana door Lille voor een seizoen uitgeleend aan Excel Moeskroen, de zusterclub van Lille. Hij speelde er 28 competitiewedstrijden, waarin hij tweemaal scoorde. Op het einde van het seizoen degradeerde Moeskroen naar Eerste klasse B.
In augustus 2021 maakte Onana de definitieve overstap naar Girondins de Bordeaux, dat twee miljoen euro voor hem neertelde.

## Interlandcarrière
Onana maakte op 9 oktober 2020 zijn interlanddebuut voor Kameroen: in een vriendschappelijke interland tegen Japan (0-0) viel hij tijdens de rust in voor Yan Eteki. In 2022 nam hij met Kameroen deel aan de Afrika Cup 2021. Bondscoach Toni Conceição liet hem in de derde groepswedstrijd tegen Kaapverdië (1-1), de achtste finale tegen de Comoren (2-1-winst) en de halve finale tegen Egypte (verlies na strafschoppen) telkens kort invallen. In de finale voor de derde plaats tegen Burkina Faso, die Kameroen na strafschoppen won, speelde hij de hele wedstrijd.